# John Gillon
John Benjamin Gillon III, meglio noto come John Gillon (Houston, 31 marzo 1994), è un cestista statunitense.